# ムスチスラフ・ロスチスラヴィチ (スモレンスク公)
ムスチスラフ・ロスチスラヴィチ（ロシア語: Мстислав Ростиславич、1148/52年 - 1180年6月13日没）は、キエフ大公ロスチスラフ1世の子である。ベルゴロド公：1161年、1171年 - 1173年。スモレンスク公：1175年 - 1177年。ノヴゴロド公：1179年 - 1180年。聖名はゲオルギー。また、フラブリー（ロシア語: Храбрый、「勇敢な」の意）という通称で呼ばれるが、ムスチスラフの存命中には通称で呼ばれたことはなく、15世紀に編纂された『ノヴゴロド第一年代記』に初めて記されたものである。

## 生涯
1168年、ルーシ南部の諸公とポロヴェツ族遠征に参加し、勝利した。1169年、キエフ大公国の諸領地を統べることを望み、アンドレイ・ボゴリュブスキーの起こした紛争に加担した。しかし、間もなくアンドレイがスモレンスク公を自分に服属させようとしたことによって、同盟関係を解消した。
1174年 - 1175年、アンドレイ死後のウラジーミル大公国で政権争いが起こると、ユーリー・ドルゴルーキーの孫のムスチスラフとヤロポルク兄弟（アンドレイの甥にあたる）、古くからのロストフの聖職者階級、スーズダリの大貴族階級らを支援した。それはミハイルとフセヴォロド兄弟（アンドレイの兄弟にあたる）や新興の職人階級に対抗するものであった。なお、リャザン公グレプがムスチスラフ側に付いている。
1179年、ノヴゴロドの人々に招かれ、ノヴゴロド公位に就いた。同年、チュヂ族の2万の軍勢に勝利した。1180年春、ポロツクへの遠征を試みたが、スモレンスク公ロマンの派遣したムスチスラフ（ロマンの子）の軍に阻まれ、遠征を断念した。同年の6月13日に、突然の病によって死去した。年代記には、死の前に痩せ衰え、言葉を話せなくなったという記述がある。遺体はノヴゴロドの人々によって、ノヴゴロドの聖ソフィア大聖堂に埋葬された。聖人とみなされ、記憶日は6月14日（グレゴリオ暦では6月27日）となっている。

## 妻子
妻
- 一人目の妻：ガーリチ公ヤロスラフの娘。
- 二人目の妻[注 2]：リャザン公グレプの娘フェオドシヤ。1176年以降に結婚。

息子
- ムスチスラフ - トロペツ公。
- ダヴィド - トロペツ公。ウスヴャートィの戦いで死亡。
- ウラジーミル(ru) - プスコフ公。